# Pucaraia lizeri
Pucaraia lizeri là một loài bướm đêm trong họ Geometridae.